# Calcisol
Calcisol er en jordtype med en betydelig sekundær akkumulation af kalksten. Calcisol er almindelig og udbredt i tørt klima og steppeklima omgivelser. Tidligere var Calcisol internationalt kendt som ørkenjorde og Takir.
Calcisol udvikles mest fra alluvial, colluviale og aeoliane aflejringer af base-rige forvitrede material. Calcisol findes på fladt til bakket landskab i tørt klima og steppeklima områder. Den naturlige vegetation er sparsom og domineres af xerofyt buske og træer og eller flygtige græsser.
Tørhed, og visse steder også stenethed og/eller forekomsten af overfladisk olieholdig kalkstens horisont, begrænser landbrugsanvendeligheden. Hvis kunstvandet, drænet (for at forhindre salinisation) og gødskning, kan Calcisol være højproduktive for et bredt spektre af afgrøder. Bakkede områder med Calcisol kan primært anvendes til sparsom græsning af kvæg, får og geder.
Mange Calcisol forekommer sammen med Solonchak som faktisk er salt-påvirkede Calcisol og/eller med andre jordtyper med sekundær akkumulation af kalksten som ikke er blevet til Calcisol. Det totale Calcisol areal kan meget vel summe op til 10 millioner kvadratkilometer.
Calcisol er et element i World Reference Base for Soil Resources.